# Qagan Nur (ort i Kina, Inner Mongolia Autonomous Region, lat 42,30, long 115,00)
Qagan Nur är en ort i Kina. Den ligger i den autonoma regionen Inre Mongoliet, i den norra delen av landet, omkring 320 kilometer nordost om regionhuvudstaden Hohhot. Antalet invånare är 54 443. Befolkningen består av 26 709 kvinnor och 27 734 män. Barn under 15 år utgör 13,0 %, vuxna 15-64 år 78 %, och äldre över 65 år 8,0 %.
Runt Qagan Nur är det glesbefolkat, med 20 invånare per kvadratkilometer. Det finns inga andra samhällen i närheten. Trakten runt Qagan Nur består i huvudsak av gräsmarker.
Genomsnittlig årsnederbörd är 520 millimeter. Den regnigaste månaden är juli, med i genomsnitt 127 mm nederbörd, och den torraste är februari, med 4 mm nederbörd.